# Parc éolien en mer de Dunkerque
Le parc éolien en mer de Dunkerque est un parc éolien en mer en projet au large de Dunkerque, dans le Nord, en France.

## Description
Le projet évolue au fil des années, et des innovations technologiques des éoliennes. En 2025, le projet porte sur l'installation de quarante-six éoliennes dépassant les trois-cents mètres de hauteur, pour une capacité de six-cents mégawatts, devant couvrir les besoins d'un millions d'habitants ainsi que des industries de l'arrondissement de Dunkerque. En 2024, l'éolien avait représenté en France 8,7 % de la production d'électricité.
Il est prévu que les éoliennes soient installées à un peu plus de onze kilomètres du rivage. 